# Lucio Ceionio Commodo (console 106)
Lucio Ceionio Commodo (fl. II secolo) è stato un politico romano, a volte citato con il cognomen Vero, console nel 106. È il padre di Lucio Elio, primo erede di Adriano, e il nonno di Lucio Aurelio Vero, co-imperatore di Marco Aurelio.

## Biografia

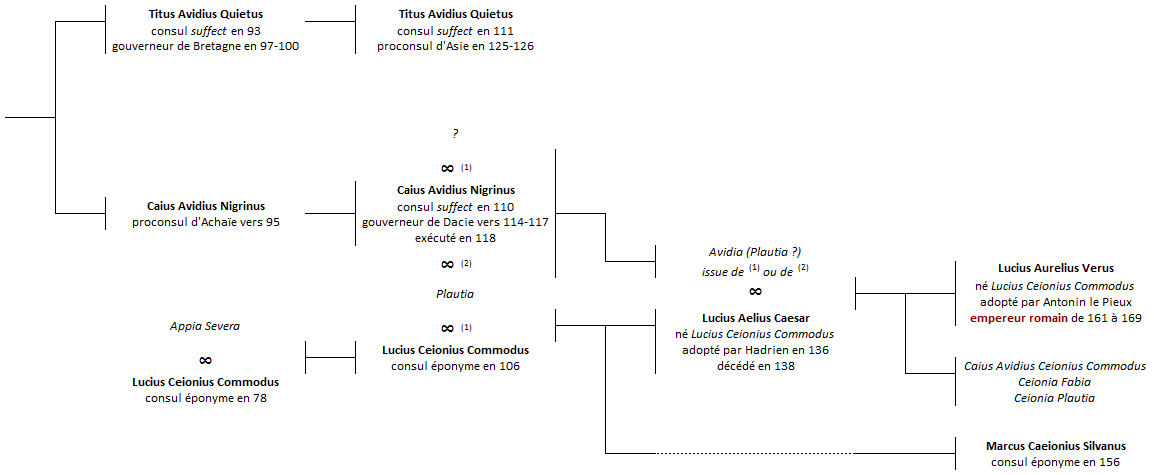
Le gentes romane Avidii e Ceionii all'epoca dei Flavi e degli Antonini. Albero genealogico incompleto.

### Origini famigliari ed adolescenza
La sua famiglia è originaria dell'Etruria.
Suo padre, che porta lo stesso nome, Lucio Ceionio Commodo, fu console nel 78, alla fine del regno di Vespasiano. Sua madre è tale Appia Severa, figlia del senatore Sesto Appio Severo.
Avrebbe avuto come moglie Plauzia Eliana, che in seconde nozze sposò Gaio Avidio Nigrino, console suffetto nel 110 e messo a morte nel 118 durante l'epurazione all'inizio del regno di Adriano. Ebbe due figli da Plauzia, il primo chiamato anche lui Lucio Ceionio Commodo, nato nel 101 e noto come Lucio Elio Cesare e il secondo Ceionio Silvano. Una delle figlie di Nigrino, tale Avidia, nata sicuramente da un matrimonio diverso, sposò il primogenito. Fu adottato da Adriano nel 136, ma morì pochi mesi prima di potergli succedere nel 138.
Il nipote, anche lui nato Lucio Ceionio Commodo, detto Lucio Aurelio Vero, viene adottato da Antonino Pio e diventa imperatore insieme a Marco Aurelio, che però detiene il vero potere. Oltre a Vero, Ceionio Commodo ha come nipoti Gaio Avidio Ceionio Commodo, Ceionia Fabia e Ceionia Plauzia.
Dal secondo figlio un altro nipote, Marco Ceionio Silvano, console nel 156 sotto Antonino Pio.

### Carriera politica
Console nel 106, al fianco di Sextus Vettulenus Civica Cerialis, sotto l'imperatore Traiano.
Sua moglie si è risposata, probabilmente in seguito alla sua morte, risalente in questo caso a prima del 118, data della morte di Nigrino.